# طعام يدهن على الخبز

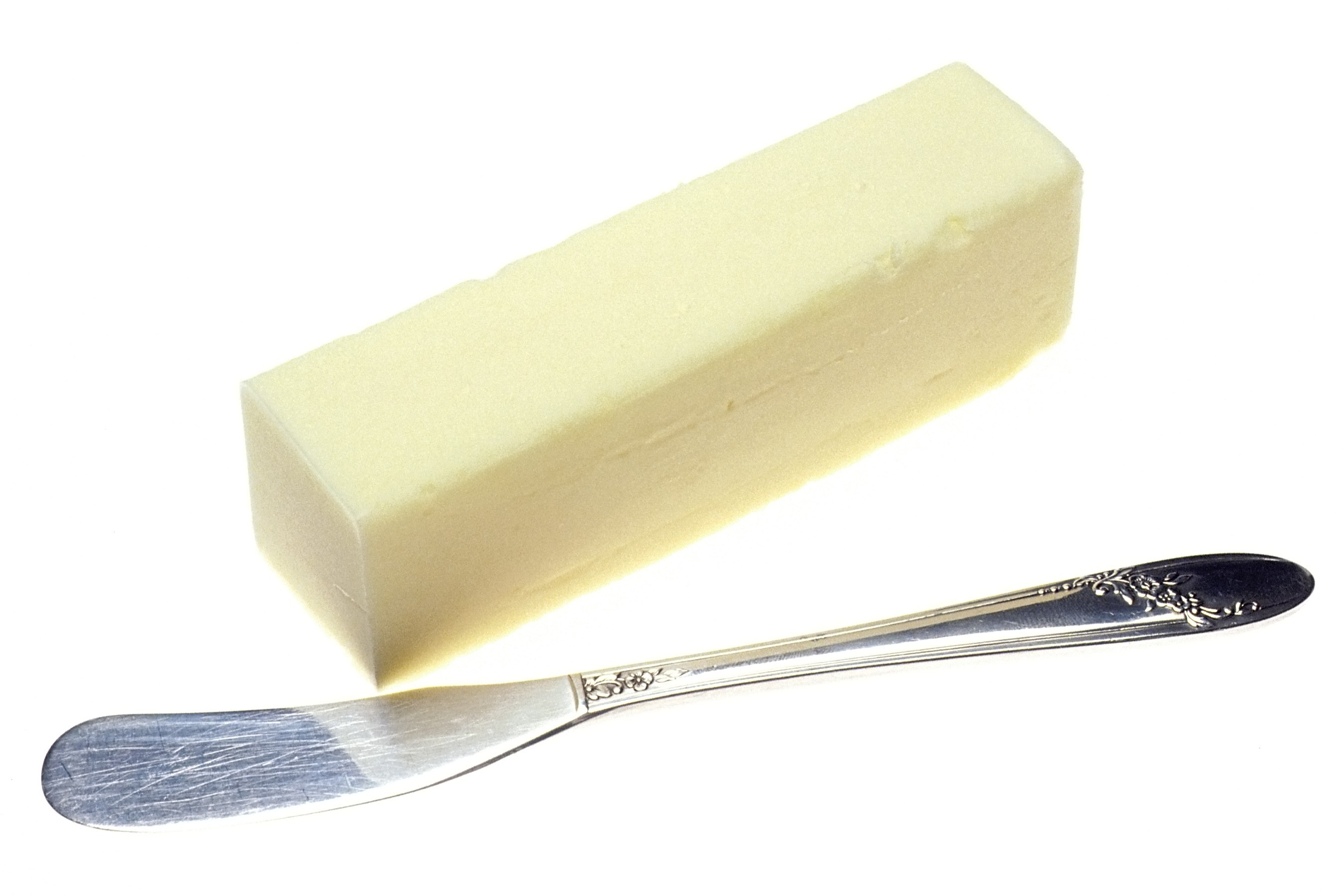
يباع عادة الزبدة كعصي أو كتل صغيرة، ويمسح في كثير من الأحيان باستخدام سكين الزبد.

طعام الدَهن أو المدهون أو الممدود أو المفروش (بالإنجليزية: Spread)‏ هو أي نوع من المأكولات التي تدهن بسكين على الخبز والمقرمشات، أو على منتجات الخبز الأخرى. وتضاف على منتجات الخبز لإضافة طعم وملمس. وهي جزءٌ لا يتجزأ من الطبق، لذا ينبغي تمييزها عن التوابل التي هي إضافات اختيارية. وينبغي أيضا تمييزها عن المغمسات، والتي لا تستخدم سكين لدهنها بل الغمس بالمقرمشات أو رقائق البطاطس. خير مثال عليها هو الزبدة التي يمكن أن تضاف إلى الهمبرغر كتوابل، وعلى الخبز المحمص، وعلى البطاطا المهروسة كمكون. ومن أطعمة الدهن الشائعة الجبن والقشطة والزبدة والمربى. وتعتبر المقبلات كالحمص والبابا غنوج والمتبل، ومن اللحوم (مثل بات، فلايشبتر، لحم التونة).